# Туарегское восстание (1916—1917)
Туарегское восстание 1916—1917 годов, также известное как Каосенское восстание, — восстание туарегов под руководством вождя Каосена против французских колонизаторов в районе горного плато Аир на севере современного Нигера, происходившее в 1916—1917 годах.

## Восстание 1916 года
Ага Мохаммед Бей Тегидда Каосен (1880—1919) был лидером восстания туарегов против французов. Приверженец воинственного антифранцузского суфийского религиозного ордена сенусситов, Каосен был аменокалем (титул вождя) туарегской конфедерации Изказказан. Каосеном предпринимались многие, но, в основном, небольшие нападения на французские колониальные войска по крайней мере с 1909 года. Когда руководство ордена сенусситов в Феццане, в оазисе Куфра (на территории современной Ливии) объявило джихад против французских колонизаторов в октябре 1914 года, Каосен собрал все свои военные силы. Тагама, султан Агадеса, убедил французских военных, что конфедерации туарегов остаются верными им, и с помощью его интриг силы Каосена смогли взять в осаду французский гарнизон в султанате 17 декабря 1916 года. Туарегские повстанцы, насчитывающие более 1000 человек, во главе с Каосеном и его братом Мохтаром Кодого, были вооружены винтовками и одной пушкой, захваченной у итальянцев в Ливии, разбили несколько французских лёгких колонн. Они захватили все крупные города Аира, в том числе Ингаль, Ассод и Аудерас, и территория, составляющая сегодня север Нигера, находилась под контролем повстанцев на протяжении трёх месяцев.

## Подавление
Наконец, 3 марта 1917 года крупные французские силы были направлены из Зиндера, освободили агадесский гарнизон и начали захват городов, контролировавшихся повстанцами. Французами были предприняты крупномасштабные репрессии в отношении этих городов, особенно в отношении местных мурабитов, хотя многие из них не были туарегами и не поддерживали мятеж. В публичные казнях, устроенных французами, только в Агадесе и Ингале было казнено 130 человек. Хотя Каосен бежал на север, он был схвачен местными силами в Мазруке в 1919 году и повешен, в то время как Кодого не был убит французами до 1920 года, когда возглавляемое им восстание среди народов тубу и фула в Дамагараме потерпело поражение.

## Исторический контекст
Восстание под руководством Каосена было лишь одним эпизодом в истории длительных конфликтов между некоторыми конфедерациями туарегов и французами, хотя и одним из самых крупных. В 1911 году, например, восстание Фирхуна, аменокаля Иказказана, было подавлено в Менаке, но практически сразу же началось на северо-востоке нынешней Мали — после его побега из французской тюрьмы в 1916 году.
Многие группы туарегов постоянно боролись с французами (и итальянцами после их вторжения в южную часть Ливии в 1912 году) после их прибытия в последнем десятилетии XIX века. Другие были вынуждены восставать из-за сильной засухи в 1911—1914 годах и французской политики налогообложения и изъятия верблюдов, что требовалось им для новых завоеваний, а также из-за отмены французами работорговли, в результате чего многие бывшие рабы селились в общинных областях, восставали против традиций и не платили дани кочевым туарегам.